# Vila Bohumíra Kozáka
Vila Bohumíra Kozáka je puristický čtyřpodlažní rodinný dům z roku 1928, postavený pro rodinu architekta Bohumíra Kozáka. Stavba čp. 656 v katastrálním území Střešovice stojí na rohovém pozemku se zahradou vymezeném ulicemi Pevnostní č. 4 a Pod Hradbami č. 13, v těsné blízkosti městské památkové zóny „vilová kolonie Ořechovka“ (východní část).

## Historie
V roce 1928 si architekt Bohumír Kozák postavil vlastní rodinnou vilu v pražských Střešovicích, kde projektoval i několik dalších vil. Při běžných zakázkách projevoval Bohumír Kozák vždy tvůrčí talent, ale v případě jeho vlastního domu se podle odborníků jedná spíše o průměrnou architekturu. Podle vzpomínek jeho dcery Heleny Soukupové rodina neustále kritizovala jeho vlastní návrh a proto o jeho vypracování požádal Kozák svého žáka Franze Hrušku (bratrance architekta Emanuela Hrušky). Je ale velice pravděpodobné, že na konečné podobě domu se též sám podílel.  Dům byl zkolaudován 27. července 1928.

## Popis stavby
Stavba obdélného půdorysu o čtyřech nadzemních podlažích stojí na mírně svažitém pozemku parcely č. 976 v k.ú. Střešovice. V širokém, předstupujícím portálu v průčelí je z každé strany vchodových dveří umístěno velké okno. Nad ním, v patře, je středově umístěna šestice užších dvoukřídlých oken. 4. NP tvoří mansarda s vikýři krytá valbovou střechou.
Čisté, rovné linie průčelí jsou vystřídány půlkruhově zakončeným schodišťovým prostorem uprostřed zadní strany domu obrácené do zahrady.

## Galerie

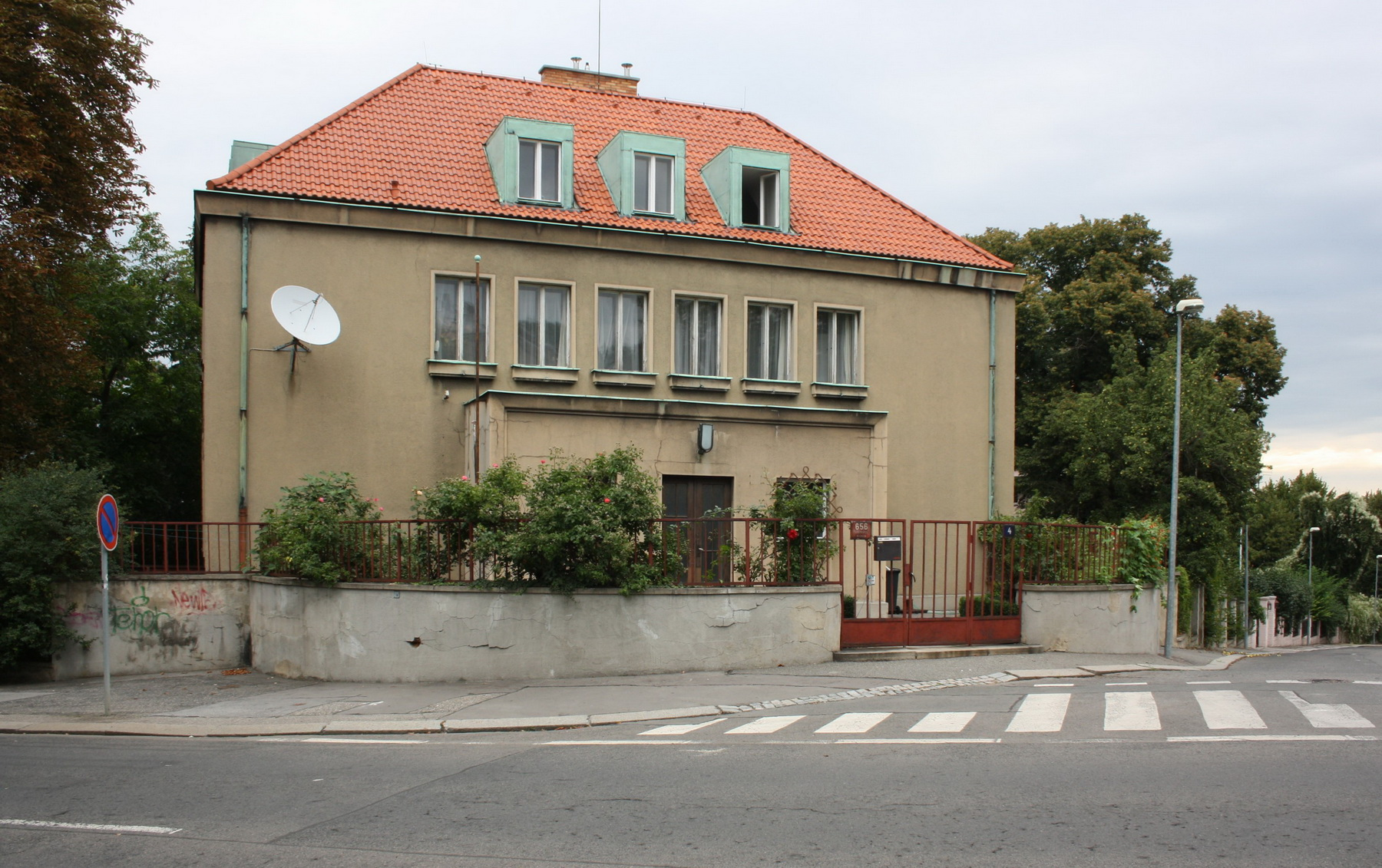
Pohled z nároží ulic Pevnostní a Pod hradbami
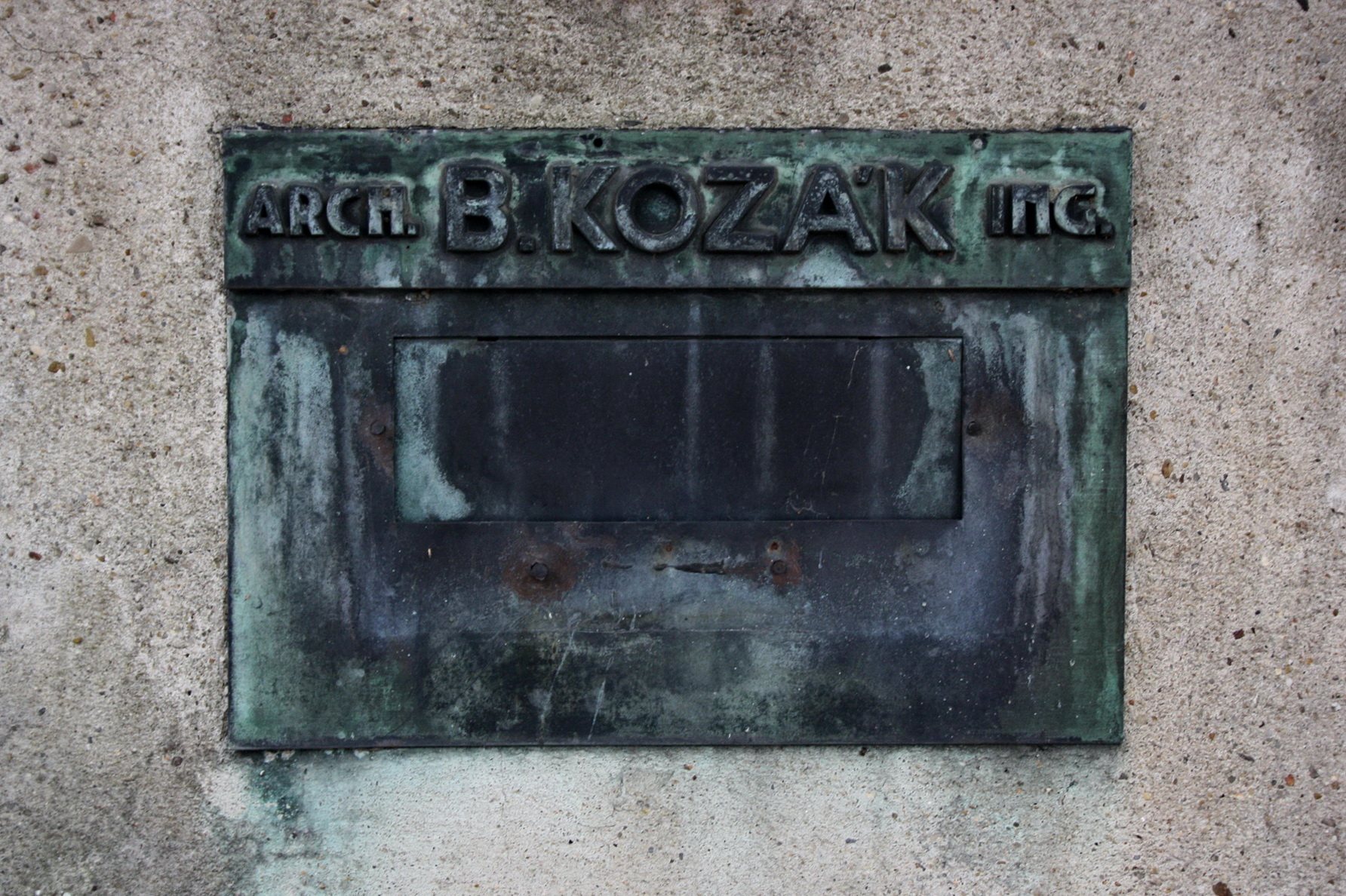
Detail poštovní schránky